# 88. ročník udílení Oscarů
88. ročník udílení Oscarů se konal 28. února 2016 v Dolby Theatre (dříve Kodak Theatre) v Hollywoodu v Los Angeles, pod hlavičkou Akademie filmového umění a věd, která vybírala jednotlivé vítěze ze 24 různých kategorií. Galavečerem podruhé provázel herec Chris Rock, když předtím uváděl předávání cen v roce 2005. Nejvíc Oscarů získal film Šílený Max: Zběsilá cesta, a to šest.
Dne 14. listopadu 2015 Akademie ocenila na svém 7. ročníku tradičního slavnostního večera Governors Awards některé tvůrce speciálními cenami. Dne 13. února 2016 Akademie ocenila ty, kteří filmu přispívají po technické stránce. Tímto večerem provázeli Olivia Munnová a Jason Segel.

## Nominace

### Nejlepší film
- Spotlight – Michael Sugar, Steve Golin, Nicole Rocklin a Blye Pagon Faust
  - Sázka na nejistotu – Brad Pitt, Dede Gardner a Jeremy Kleiner
  - Most špionů – Steven Spielberg, Marc Platt a Kristie Macosko Krieger
  - Brooklyn – Finola Dwyer a Amanda Posey
  - Šílený Max: Zběsilá cesta – Doug Mitchell a George Miller
  - Marťan – Simon Kinberg, Ridley Scott, Michael Schaefer a Mark Huffam
  - Revenant Zmrtvýchvstání – Arnon Milchan, Steve Golin, Alejandro G. Iñárritu, Mary Parent a Keith Redmon
  - Room – Ed Guiney

### Nejlepší režie
- Alejandro G. Iñárritu – Revenant Zmrtvýchvstání
  - Adam McKay – Sázka na nejistotu
  - George Miller – Šílený Max: Zběsilá cesta
  - Lenny Abrahamson – Room
  - Tom McCarthy – Spotlight

### Nejlepší herec
- Leonardo DiCaprio – Revenant Zmrtvýchvstání jako Hugh Glass
  - Bryan Cranston – Trumbo jako Dalton Trumbo
  - Matt Damon – Marťan jako Mark Watney
  - Michael Fassbender – Steve Jobs jako Steve Jobs
  - Eddie Redmayne – Dánská dívka jako Lili Elbe

### Nejlepší herečka
- Brie Larson – Room jako Joy „Ma“ Newsome
  - Cate Blanchettová – Carol jako Carol Aird
  - Jennifer Lawrenceová – Joy jako Joy Mangano
  - Charlotte Rampling – 45 let jako Kate Mercer
  - Saoirse Ronanová – Brooklyn jako Eilis Lacey

### Nejlepší herec ve vedlejší roli
- Mark Rylance – Most špionů jako Rudolf Abel
  - Christian Bale – Sázka na nejistotu jako Michael Burry
  - Tom Hardy – Revenant Zmrtvýchvstání jako John Fitzgerald
  - Mark Ruffalo – Spotlight jako Michael Rezendes
  - Sylvester Stallone – Creed jako Rocky Balboa

### Nejlepší herečka ve vedlejší roli
- Alicia Vikander – Dánská dívka jako Gerda Wegener
  - Jennifer Jason Leigh – Osm hrozných jako Daisy Domergue
  - Rooney Mara – Carol jako Therese Belivet
  - Rachel McAdamsová – Spotlight jako Sacha Pfeiffer
  - Kate Winsletová – Steve Jobs jako Joanna Hoffman

### Nejlepší původní scénář
- Spotlight – Tom McCarthy a Josh Singer
  - Most špionů – Matt Charman, Ethan Coen a Joel Coen
  - Ex Machina – Alex Garland
  - V hlavě – Pete Docter, Meg LeFauve, Josh Cooley a Ronnie del Carmen
  - Straight Outta Compton – Jonathan Herman, Andrea Berloff, S. Leigh Savidge a Alan Wenkus

### Nejlepší adaptovaný scénář
- Sázka na nejistotu – Adam McKay a Charles Randolph z předlohy Sázka na nejistotu od Michaela Lewise
  - Brooklyn – Nick Hornby z předlohy Brooklyn od Colma Tóibína
  - Carol – Phyllis Nagy z předlohy Cena soli od Patricie Highsmithové
  - Marťan – Drew Goddard z předlohy Marťan od Andyho Weira
  - Room – Emma Donoghue z předlohy Room od Emmy Donoghueové

### Nejlepší animovaný film
- V hlavě – Pete Docter a Jonas Rivera
  - Anomalisa – Charlie Kaufman, Duke Johnson a Rosa Tran
  - Chlapec a svět – Alê Abreu
  - Ovečka Shaun ve filmu – Mark Burton a Richard Starzak
  - Omoide no Marnie – Hiromasa Jonebajaši and Jošiaki Nišimura

### Nejlepší cizojazyčný film
- Saulův syn (Maďarsko) v maďarštině – László Nemes
  - Objetí hada (Kolumbie) ve španělštině – Ciro Guerra
  - Mustang (Francie) v turečtině – Deniz Gamze Ergüven
  - Theeb (Jordánsko) v arabštině – Naji Abu Nowar
  - Boj (Dánsko) v dánštině – Tobias Lindholm

### Nejlepší celovečerní dokumentární film
- Amy – Asif Kapadia a James Gay-Rees
  - Země kartelů – Matthew Heineman a Tom Yellin
  - Podoba ticha – Joshua Oppenheimer a Signe Byrge Sørensen
  - What Happened, Miss Simone? – Liz Garbus, Amy Hobby, a Justin Wilkes
  - Winter on Fire: Ukraine's Fight for Freedom – Evgeny Afineevsky a Den Tolmor

### Nejlepší krátký dokumentární film
- Dívka v řece: Cena odpuštění – Sharmeen Obaid-Chinoy
  - Body Team 12 – David Darg a Bryn Mooser
  - Chau, Beyond the Lines – Courtney Marsh a Jerry Franck
  - Claude Lanzmann: Spectres of the Shoah – Adam Benzine
  - Last Day of Freedom – Dee Hibbert-Jones a Nomi Talisman

### Nejlepší krátkometrážní hraný film
- Zádrhel – Benjamin Cleary a Serena Armitage
  - Ave Maria – Eric Dupont a Basil Khalil
  - Den první – Henry Hughes
  - Všechno dobře dopadne – Patrick Vollrath
  - Přítel – Jamie Donoughue

### Nejlepší krátký animovaný film
- Bear Story – Pato Escala Pierart a Gabriel Osorio Vargas
  - Prologue – Imogen Sutton a Richard Williams
  - Super Team – Nicole Paradis Grindle a Sanjay Patel
  - Bez kosmu žít nemůžeme – Konstantin Bronzit
  - Svět zítřka – Don Hertzfeldt

### Nejlepší hudba
- Osm hrozných – Ennio Morricone
  - Most špionů – Thomas Newman
  - Carol – Carter Burwell
  - Sicario: Nájemný vrah – Jóhann Jóhannsson
  - Star Wars: Síla se probouzí – John Williams

### Nejlepší píseň
- „Writing's on the Wall“ – Spectre – hudba a text: Jimmy Napes a Sam Smith
  - „Earned It“ – Padesát odstínů šedi – hudba a text: Ahamad Balshe (Belly), Stephan Moccio, „Jason Daheala“ Quenneville, Abel Tesfaye (The Weeknd)
  - „Manta Ray“ – Zastavte vymírání – hudba: J. Ralph, text: Anohni
  - „Simple Song#3“ – Mládí – hudba a text: David Lang
  - „Til It Happens to You“ – Lovný revír – hudba a text: Lady Gaga a Diane Warren

### Nejlepší střih zvuku
- Šílený Max: Zběsilá cesta – Mark A. Mangini a David White
  - Marťan – Oliver Tarney
  - Revenant Zmrtvýchvstání – Martin Hernández a Lon Bender
  - Sicario: Nájemný vrah – Alan Robert Murray
  - Star Wars: Síla se probouzí – Matthew Wood a David Acord

### Nejlepší zvuk
- Šílený Max: Zběsilá cesta – Chris Jenkins, Gregg Rudloff a Ben Osmo
  - Most špionů – Andy Nelson, Gary Rydstrom a Drew Kunin
  - Marťan – Paul Massey, Mark Taylor a Mac Ruth
  - Revenant Zmrtvýchvstání – Jon Taylor, Frank A. Montaño, Randy Thom a Chris Duesterdiek
  - Star Wars: Síla se probouzí – Andy Nelson, Christopher Scarabosio a Stuart Wilson

### Nejlepší výprava
- Šílený Max: Zběsilá cesta – Colin Gibson a Lisa Thompson
  - Most špionů – Rena DeAngelo, Bernhard Henrich a Adam Stockhausen
  - Dánská dívka – Michael Standish a Eve Stewart
  - Marťan – Celia Bobak a Arthur Max
  - Revenant Zmrtvýchvstání – Jack Fisk a Hamish Purdy

### Nejlepší kamera
- Revenant Zmrtvýchvstání – Emmanuel Lubezki
  - Carol – Ed Lachman
  - Osm hrozných – Robert Richardson
  - Šílený Max: Zběsilá cesta – John Seale
  - Sicario: Nájemný vrah – Roger Deakins

### Nejlepší masky
- Šílený Max: Zběsilá cesta – Lesley Vanderwalt, Elka Wardega a Damian Martin
  - Stoletý stařík, který vylezl z okna a zmizel – Love Larson a Eva von Bahr
  - Revenant Zmrtvýchvstání – Siân Grigg, Duncan Jarman a Robert Pandini

### Nejlepší kostýmy
- Šílený Max: Zběsilá cesta – Jenny Beavan
  - Carol – Sandy Powell
  - Popelka – Sandy Powell
  - Dánská dívka – Paco Delgado
  - Revenant Zmrtvýchvstání – Jacqueline West

### Nejlepší střih
- Šílený Max: Zběsilá cesta – Margaret Sixel
  - Sázka na nejistotu – Hank Corwin
  - Revenant Zmrtvýchvstání – Stephen Mirrione
  - Spotlight – Tom McArdle
  - Star Wars: Síla se probouzí – Maryann Brandon a Mary Jo Markey

### Nejlepší vizuální efekty
- Ex Machina – Mark Williams Ardington, Sara Bennett, Paul Norris a Andrew Whitehurst
  - Šílený Max: Zběsilá cesta – Andrew Jackson, Dan Oliver, Andy Williams a Tom Wood
  - Marťan – Anders Langlands, Chris Lawrence, Richard Stammers a Steven Warner
  - Revenant Zmrtvýchvstání – Richard McBride, Matt Shumway, Jason Smith a Cameron Waldbauer
  - Star Wars: Síla se probouzí – Chris Corbould, Roger Guyett, Paul Kavanagh a Neal Scanlan

## Uvádějící a účinkující
Následující jednotlivci předávali ceny nebo vystupovali se svými hudebními čísly.

### Uvádějící
| Jméno                                                      | Úloha                                                                                               |
| ---------------------------------------------------------- | --------------------------------------------------------------------------------------------------- |
| Ellen K                                                    | Hlasatelka 88. výročních cen Akademie                                                               |
| Emily Bluntová Charlize Theronová                          | předávající cenu za nejlepší původní scénář                                                         |
| Russell Crowe Ryan Gosling                                 | předávající cenu za nejlepší adaptovaný scénář                                                      |
| Sarah Silverman                                            | uvádějící nominaci za nejlepší filmovou píseň „Writing's on the Wall“                               |
| Henry Cavill Kerry Washingtonová                           | představující filmy Marťan a Sázka na nejistotu v nominaci za nejlepší film                         |
| J. K. Simmons                                              | předávající cenu za nejlepší ženský herecký výkon ve vedlejší roli                                  |
| Cate Blanchettová                                          | předávající cenu za nejlepší kostýmy                                                                |
| Steve Carell Tina Fey                                      | předávající cenu za nejlepší výpravu a dekorace                                                     |
| Jared Leto Margot Robbie                                   | předávající cenu za nejlepší masky                                                                  |
| Jennifer Garnerová Benicio del Toro                        | představující filmy Revenant Zmrtvýchvstání a Šílený Max: Zběsilá cesta v nominaci za nejlepší film |
| Michael B. Jordan Rachel McAdamsová                        | předávající cenu za nejlepší kameru                                                                 |
| Priyanka Chopra Liev Schreiber                             | předávající cenu za nejlepší střih                                                                  |
| Chadwick Boseman Chris Evans                               | předávající cenu za nejlepší střih zvuku                                                            |
| Andy Serkis                                                | předávající cenu za nejlepší zvuk                                                                   |
| Olivia Munnová Jason Segel                                 | uvádějící večer filmu přispívajících po technické stránce a Gordon E. Sawyer Award                  |
| Kevin, Stuart & Bob (hlas Pierre Coffin)                   | předávající cenu za nejlepší krátký animovaný film                                                  |
| Šerif Woody (hlas Tom Hanks) Buzz Rakeťák (hlas Tim Allen) | předávající cenu za nejlepší celovečerní animovaný film                                             |
| Kevin Hart                                                 | uvádějící nominaci za nejlepší filmovou píseň „Earned It“                                           |
| Kate Winsletová Reese Witherspoon                          | představující filmy Most špionů a Spotlight v nominaci za nejlepší film                             |
| Patricia Arquette                                          | předávající cenu za nejlepší mužský herecký výkon ve vedlejší roli                                  |
| Louis C.K.                                                 | předávající cenu za nejlepší krátký dokumentární film                                               |
| Dev Patel Daisy Ridley                                     | předávající cenu za nejlepší celovečerní dokumentární film                                          |
| Whoopi Goldbergová                                         | uvádějící části Honorary Academy Award a Jean Hersholt Humanitarian Award                           |
| Cheryl Boone Isaacs (presidentka AMPAS)                    | speciální projev o výhodách filmu a jeho rozmanitosti                                               |
| Louis Gossett Jr.                                          | představující část In memoriam, která vzdává úctu zemřelým osobnostem kinematografie                |
| Abraham Attah Jacob Tremblay                               | předávající cenu za nejlepší krátkometrážní hraný film                                              |
| Lee Byung-hun Sofía Vergara                                | předávající cenu za nejlepší cizojazyčný film                                                       |
| Joe Biden                                                  | uvádějící nominaci za nejlepší filmovou píseň „Til It Happens to You“                               |
| Quincy Jones Pharrell Williams                             | předávající cenu za nejlepší hudbu                                                                  |
| Common John Legend                                         | předávající cenu za nejlepší filmovou píseň                                                         |
| Ali G (ztvárněn Sachou Baronem Cohenem) Olivia Wilde       | představující filmy Room a Brooklyn v nominaci za nejlepší film                                     |
| J. J. Abrams                                               | předávající cenu za nejlepší režii                                                                  |
| Eddie Redmayne                                             | předávající cenu za nejlepší ženský herecký výkon v hlavní roli                                     |
| Julianne Moore                                             | předávající cenu za nejlepší mužský herecký výkon v hlavní roli                                     |
| Morgan Freeman                                             | předávající cenu za nejlepší film                                                                   |

### Účinkující
| Jméno          | Úloha                      | Píseň                                       |
| -------------- | -------------------------- | ------------------------------------------- |
| Harold Wheeler | Hudebních aranžér/dirigent | orchestr                                    |
| Sam Smith      | vystupující                | „Writing's on the Wall“ z filmu Spectre     |
| The Weeknd     | vystupující                | „Earned It“ z filmu Padesát odstínů šedi    |
| Dave Grohl     | vystupující                | „Blackbird“ (při vzpomínkovém segmentu)     |
| Lady Gaga      | vystupující                | „Til It Happens to You“ z filmu Lovný revír |